# Liste des monuments historiques de Soissons
Cet article recense les monuments historiques de Soissons, en France.

## Statistiques
Soissons compte 23 édifices comportant au moins une protection au titre des monuments historiques, soit 4 % des monuments historiques du département de l'Aisne. 14 édifices comportent au moins une partie classée ; les neuf autres sont inscrits.
Le graphique suivant résume le nombre d'actes de protection par décennies (ou par année avant 1880) :

## Liste
| Monument                                            | Adresse                   | Coordonnées                      | Notice         | Protection                    | Date                | Illustration                                       |
| --------------------------------------------------- | ------------------------- | -------------------------------- | -------------- | ----------------------------- | ------------------- | -------------------------------------------------- |
| Celliers de l'Abbaye de Longpont                    |                           | 49° 22′ 59″ nord, 3° 19′ 24″ est | « PA00115937 » | Inscrit                       | 1988                | Image manquante Téléverser                         |
| Abbaye Notre-Dame                                   |                           | 49° 22′ 51″ nord, 3° 19′ 43″ est | « PA00115936 » | Classé                        | 1913                | Abbaye Notre-Dame                                  |
| Abbaye Saint-Jean-des-Vignes                        |                           | 49° 22′ 32″ nord, 3° 19′ 26″ est | « PA00115938 » | Classé Inscrit Classé Inscrit | 1875 1913 1947 2014 | Abbaye Saint-Jean-des-Vignes                       |
| Abbaye Saint-Léger                                  |                           | 49° 23′ 04″ nord, 3° 19′ 38″ est | « PA00115939 » | Classé                        | 1889 1908           | Abbaye Saint-Léger                                 |
| Abbaye Saint-Médard                                 |                           | 49° 22′ 50″ nord, 3° 20′ 43″ est | « PA00115940 » | Classé                        | 1875 1921           | Abbaye Saint-Médard                                |
| Abbaye de Valsery (cellier de l'hôtel urbain)       | 55bis rue Saint-Martin    | 49° 22′ 48″ nord, 3° 19′ 40″ est | « PA00116000 » | Inscrit                       | 1989                | Abbaye de Valsery (cellier de l'hôtel urbain)      |
| Cathédrale Saint-Gervais-et-Saint-Protais           |                           | 49° 22′ 51″ nord, 3° 19′ 31″ est | « PA00115941 » | Classé                        | 1862                | Cathédrale Saint-Gervais-et-Saint-Protais          |
| Collège                                             |                           | 49° 22′ 56″ nord, 3° 19′ 31″ est | « PA00115942 » | Classé                        | 1908                | Collège                                            |
| Église Sainte-Eugénie                               | Place de Finfe            | 49° 22′ 18″ nord, 3° 20′ 18″ est | « PA02000057 » | Inscrit                       | 2005                | Église Sainte-Eugénie                              |
| Église Saint-Pierre-au-Parvis                       |                           | 49° 22′ 52″ nord, 3° 19′ 42″ est | « PA00115943 » | Classé                        | 1846                | Église Saint-Pierre-au-Parvis                      |
| Grand séminaire                                     | Rue de Panleu             | 49° 22′ 42″ nord, 3° 19′ 29″ est | « PA00115950 » | Classé                        | 1922                | Grand séminaire                                    |
| Hôtel de Barral                                     | 16, 20 Grand'place        | 49° 23′ 04″ nord, 3° 19′ 30″ est | « PA00115945 » | Inscrit                       | 1980                | Hôtel de Barral                                    |
| Hôtel de la Paix                                    | Rue de la Paix            | 49° 23′ 02″ nord, 3° 19′ 33″ est | « PA02000050 » | Inscrit                       | 2003                | Image manquante Téléverser                         |
| Hôtel de Roye                                       | 3 rue de la Porte-Hozanne | 49° 23′ 01″ nord, 3° 19′ 23″ est | « PA00115946 » | Classé                        | 1976                | Image manquante Téléverser                         |
| Hôtel de ville                                      |                           | 49° 23′ 01″ nord, 3° 19′ 42″ est | « PA02000064 » | Inscrit                       | 2007                | Hôtel de ville                                     |
| Maison                                              | 5 rue du Coq-Lombard      | 49° 22′ 59″ nord, 3° 19′ 37″ est | « PA00115947 » | Inscrit                       | 1928                | Image manquante Téléverser                         |
| Maison Henry                                        | 78 boulevard Jeanne d'Arc | 49° 22′ 25″ nord, 3° 19′ 24″ est | « PA02000086 » | Inscrit                       | 2015                | Image manquante Téléverser                         |
| Maisons de source et aqueduc (également sur Belleu) |                           | 49° 21′ 50″ nord, 3° 20′ 50″ est | « PA02000071 » | Inscrit                       | 2007                | Maisons de source et aqueduc(également sur Belleu) |
| Monument Guy de Lubersac                            | Place Saint-Christophe    | 49° 22′ 57″ nord, 3° 19′ 15″ est | « PA02000027 » | Classé                        | 2001                | Image manquante Téléverser                         |
| Palais épiscopal                                    | Place Mantoue             | 49° 22′ 48″ nord, 3° 19′ 29″ est | « PA00115944 » | Classé                        | 1922                | Palais épiscopal                                   |
| Pavillon de l'Arquebuse                             |                           | 49° 22′ 45″ nord, 3° 19′ 51″ est | « PA00115948 » | Classé                        | 1901                | Pavillon de l'Arquebuse                            |
| Remparts romains                                    | Rue de l'Évêché           | à géolocaliser                   | « PA00115949 » | Classé                        | 1886                | Remparts romains                                   |
| Salle des Feuillants                                | Rue des Feuillants        | 49° 22′ 45″ nord, 3° 19′ 46″ est | « PA02000076 » | Inscrit                       | 2008                | Image manquante Téléverser                         |
| Théâtre romain                                      | Rue du Théâtre-Romain     | 49° 22′ 40″ nord, 3° 19′ 22″ est | « PA00115951 » | Classé                        | 1875                | Théâtre romain                                     |